# Chabowo
Chabowo [xaˈbɔvɔ] (deutsch Alt Falkenberg) ist ein Dorf in der Woiwodschaft Westpommern in Polen. Es gehört zur Gmina Bielice (Gemeinde Beelitz)  im Powiat Pyrzycki (Pyritzer Kreis).
Das Dorf liegt 4 km nordöstlich von Bielice, 13 km nordwestlich von Pyrzyce und 26 km südöstlich von Stettin.

## Geschichte
Bis 1945 bildete Alt Falkenberg eine Landgemeinde im Kreis Pyritz der preußischen Provinz Pommern. Zur Landgemeinde gehörte auch der Wohnplatz Graepsche Mühle. Die Gemeinde zählte im Jahre 1910 380 Einwohner, im Jahre 1925 335 Einwohner in 73 Haushaltungen, im Jahre 1933 333 Einwohner und im Jahre 1939 338 Einwohner.

## Söhne und Töchter des Ortes
- Friedrich Havenstein (1833–1879), deutscher Kommunalpolitiker